# European Forum on Antisemitism
Das European Forum on Antisemitism (EFA) ist eine 2008 auf einer internationalen Konferenz gegründete Einrichtung des American Jewish Committee (AJC) am Leipziger Platz in Berlin. Sie leistet Aufklärungsarbeit über Antisemitismus in der Öffentlichkeit und unterstützt politische Akteure. EFA will insbesondere Entscheidungsträger, NGOs und jüdische Gemeinden vernetzen und orientiert sich dabei am 2007 gegründeten NGO Forum Berlin. Zusammenarbeit besteht etwa mit der Amadeu Antonio Stiftung, dem Anne Frank Zentrum, dem Haus der Wannsee-Konferenz, dem Fritz Bauer Institut, der Webseite haGalil und dem Jüdischen Museum Berlin. Die Arbeitsdefinition „Antisemitismus“ von EFA beruht auf der Definition von 2005 der heutigen Europäischen Stelle zur Beobachtung von Rassismus und Fremdenfeindlichkeit (EUMC) und stellt Übersetzungen in Dutzenden von Sprachen zur Verfügung.

„Der Antisemitismus ist eine bestimmte Wahrnehmung von Juden, die sich als Hass gegenüber Juden ausdrücken kann. Der Antisemitismus richtet sich in Wort oder Tat gegen jüdische oder nicht-jüdische Einzelpersonen und / oder deren Eigentum, sowie gegen jüdische Gemeindeinstitutionen oder religiöse Einrichtungen. Darüber hinaus kann auch der Staat Israel, der dabei als jüdisches Kollektiv verstanden wird, Ziel solcher Angriffe sein. [...] Der Antisemitismus manifestiert sich in Wort, Schrift und Bild sowie in anderen Handlungsformen, er benutzt negative Stereotype und unterstellt negative Charakterzüge.“

EFA dokumentiert systematisch antisemitische Vorfälle in Europa, dabei kann es auf die Erfahrung des AJC zurückgreifen.